# Sifaca de Milne-Edwards
El sifaca de Milne-Edwards (Propithecus edwardsi) és una espècie de primat de la família dels índrids, dins del grup dels lèmurs. L'espècie fou anomenada en honor d'Alphonse Milne-Edwards i fins fa poc temps se la considerava una subespècie del sifaca de diadema.